# کشتی کلنیال کینگ جورج

{{Infobox ship characteristics
کشتی کلنیال کینگ جورج (به انگلیسی: Colonial Ship King George) یک کشتی بود که طول آن ۸۷ فوت ۶ اینچ (۲۶٫۶۷ متر) Length overall بود. این کشتی در سال۱۸۰۵ (میلادی)|۱۸۰۵]] ساخته شد. که ناخدای کشتی محسن بص بود.